# Зайцева, Галина Сергеевна
Галина Сергеевна Зайцева (1934—2019) — советский и российский литературовед, доктор филологических наук (1989), профессор (1992), заслуженный профессор ННГУ. Заслуженный работник высшей школы Российской Федерации (1998).

## Биография
Родилась 29 марта 1934 года в Нижнем Новгороде.
С 1957 года после окончания с отличием историко-филологического факультета Нижегородского государственного университета работала завучем в Яковской средней школе Сосновского района Горьковской области.
С 1961 по 1964 годы училась в аспирантуре на кафедре русской литературы ННГУ, в 1965 году защитила кандидатскую диссертацию на тему: «Творческий путь П. И. Замойского». С 1965 по 1973 годы — преподаватель на кафедре педагогики, логики и психологии, совмещая это с чтением спецкурса по русской советской литературе и литературоведению. С 1972 по 1989 год — доцент кафедры русской советской литературы, ею был разработан новый лекционный курс «Актуальные проблемы современной советской литературы».
В 1989 году защитила докторскую диссертацию на тему: «Максим Горький и крестьянские писатели». С 1989 по 2000 год — декан филологического факультета и одновременно с 1990 по 2019 годы — заведующий кафедрой русской литературы XX века.
Профессор Г. С. Зайцева была академиком Академии гуманитарных наук, действительным членом Нью-Йоркской Академии наук. являлась «Женщиной года — 1999» по версии Международного биографического центра в Кембридже. Профессор Г. С. Зайцева была участником подготовки текстов и комментариев к письмам выходящей в свет эпистолярной серии академического издания Полного собрания сочинений Максима Горького и бессменным организатором Горьковских чтений в Нижнем Новгороде и ответственным редактором сборников статей «Горьковские чтения» 1992, 1993, 1995, 1997, 1998, 2000 годов.
Умерла 13 июля 2019 года в Нижнем Новгороде.

## Награды
- Заслуженный работник высшей школы Российской Федерации (1998)
- Премия Президента Российской Федерации в области образования (2000)
- Заслуженный профессор ННГУ (2016)